# Zabłocie (Dębno)
Zabłocie – część wsi Dębno w Polsce położona w województwie podkarpackim, w powiecie leżajskim, w gminie Leżajsk.